# Na Lochan
Na Lochan, ou Lochs en anglais, est une commune de l'île de Leòdhas, dans les Hébrides extérieures. Elle se trouve à l'est de l'île autour du loch Eireasort (Loch Erisort en anglais), au sud de Steòrnabhagh.

## Toponymie
Le toponyme désignait aussi l'une des quatre paroisses dont le gouvernement s'était servi pour délimiter les communes (sgìrean clàraidh en gaélique ou civil parishes en anglais), mais aujourd'hui il s'agit de deux communes séparées: na lochan a Tuath et na lochan a Deas (les lochs du Nord et les lochs du sud).